# Roberto Vittori
Roberto Vittori (født 15. oktober 1964 i Viterbo, Italien) er en italiensk astronaut.
Han graduerede fra det italienske luftvåbens akademi i 1989, og begyndte herefter at træne i USA. I august 1998 blev han af ESA udvalgt til det europæiske astronautkorps.
Han skal være 2. missionsspecialist om bord på STS-134, der forventes opsendt i 2011.